# Europees kampioenschap voetbal vrouwen 2013 (kwalificatie) - Groep 4
In de kwalificatierondes voor het Europees kampioenschap voetbal vrouwen 2013 - Groep 4 werd door vijf landen gestreden om één ticket voor het eindtoernooi. Tevens kon de nummer 2 zich kwalificeren voor play-offs waar alsnog een ticket te verdienen viel. 

## Stand
| Nr. | Land      | Wedstrijden | Wedstrijden | Wedstrijden | Wedstrijden | Doelpunten | Doelpunten | Doelpunten | Punten |
| --- | --------- | ----------- | ----------- | ----------- | ----------- | ---------- | ---------- | ---------- | ------ |
| Nr. | Land      | G           | W           | G           | V           | V          | T          | Saldo      | Punten |
| 1   | Frankrijk | 8           | 8           | 0           | 0           | 32         | 2          | +30        | 24     |
| 2   | Schotland | 8           | 5           | 1           | 2           | 21         | 12         | +9         | 16     |
| 3   | Wales     | 8           | 3           | 1           | 4           | 12         | 14         | -2         | 10     |
| 4   | Ierland   | 8           | 3           | 0           | 5           | 8          | 11         | -3         | 9      |
| 5   | Israël    | 8           | 0           | 0           | 8           | 1          | 35         | -34        | 0      |

## Wedstrijden
NB: Alle tijden zijn in Midden-Europese Tijd.
|                         |        |         |                                                            |                                                                      |
| 14 september 2011 20:45 | Israël | 0 – 5   | Frankrijk                                                  | Ness Ziona Stadium, Ness Ziona Scheidsrechter: Carina Vitulano (ITA) |
| 14 september 2011 20:45 |        | Verslag | 5' (e.d.) Eni 62' Franco 71' Abily 86' Le Sommer 87' Delie | Ness Ziona Stadium, Ness Ziona Scheidsrechter: Carina Vitulano (ITA) |

|                         |       |                         |         |                                                                |
| 17 september 2011 19:00 | Wales | 0 – 2                   | Ierland | Newport Stadium, Newport Scheidsrechter: Marina Mamajeva (RUS) |
| 17 september 2011 19:00 |       | 27', 70' D. O' Sullivan |         | Newport Stadium, Newport Scheidsrechter: Marina Mamajeva (RUS) |

|                         |                |       |                                   |                                                            |
| 22 september 2011 20:45 | Ierland        | 1 – 3 | Frankrijk                         | Turners Cross, Cork Scheidsrechter: Simona Ghisletta (SUI) |
| 22 september 2011 20:45 | O'Gorman 90+2' |       | 62' Necib 69' Delie 74' Le Sommer | Turners Cross, Cork Scheidsrechter: Simona Ghisletta (SUI) |

|                       |          |       |                                                                    |                                                                  |
| 12 oktober 2011 12:00 | Israël   | 1 – 6 | Schotland                                                          | Ness Ziona Stadium, Ness Ziona Scheidsrechter: Ausra Kance (LTU) |
| 12 oktober 2011 12:00 | Lavi 35' |       | 5' J. Ross 9' Beattie 48', 57' Little 69' Lauder 72' (e.d.) Ravitz | Ness Ziona Stadium, Ness Ziona Scheidsrechter: Ausra Kance (LTU) |

|                       |                             |       |        |                                                            |
| 22 oktober 2011 16:00 | Ierland                     | 2 – 0 | Israël | Tallaght Stadium, Dublin Scheidsrechter: Petra Chudá (SVK) |
| 22 oktober 2011 16:00 | D. O'Sullivan 74' Grant 87' |       |        | Tallaght Stadium, Dublin Scheidsrechter: Petra Chudá (SVK) |

|                       |           |       |                                         |                                                                         |
| 22 oktober 2011 19:00 | Wales     | 1 – 4 | Frankrijk                               | Parc y Scarlets, Llanelli Scheidsrechter: Anastasia Poestovojtova (RUS) |
| 22 oktober 2011 19:00 | Ludlow 2' |       | 43', 74' Thiney 67' Le Sommer 85' Delie | Parc y Scarlets, Llanelli Scheidsrechter: Anastasia Poestovojtova (RUS) |

|                       |                                              |       |        |                                                               |
| 26 oktober 2011 20:45 | Frankrijk                                    | 5 – 0 | Israël | Stade de l'Aube, Troyes Scheidsrechter: Lina Lehtovaara (FIN) |
| 26 oktober 2011 20:45 | Thiney 15', 37', 38' Bompastor 22' Rubio 90' |       |        | Stade de l'Aube, Troyes Scheidsrechter: Lina Lehtovaara (FIN) |

|                       |                      |       |                   |                                                                  |
| 27 oktober 2011 20:00 | Schotland            | 2 – 2 | Wales             | Tynecastle Stadium, Edinburgh Scheidsrechter: Tanja Schett (AUT) |
| 27 oktober 2011 20:00 | Ross 19' Beattie 44' |       | 4' Lea 26' Lander | Tynecastle Stadium, Edinburgh Scheidsrechter: Tanja Schett (AUT) |

|                        |        |                     |       |                                                                        |
| 20 november 2011 16:00 | Israël | 0 – 2               | Wales | Ness Ziona Stadium, Ness Ziona Scheidsrechter: Caroline De Boeck (BEL) |
| 20 november 2011 16:00 |        | 8' Lander 88' Ingle |       | Ness Ziona Stadium, Ness Ziona Scheidsrechter: Caroline De Boeck (BEL) |

|                     |                             |       |           |                                                                       |
| 31 maart 2012 20:50 | Frankrijk                   | 2 – 0 | Schotland | Stade Jules-Deschaseaux, Le Havre Scheidsrechter: Jana Adámková (CZE) |
| 31 maart 2012 20:50 | Dieke 64' (e.d.) Renard 70' |       |           | Stade Jules-Deschaseaux, Le Havre Scheidsrechter: Jana Adámková (CZE) |

|                    |                               |       |       |                                                                    |
| 4 april 2012 20:50 | Frankrijk                     | 4 – 0 | Wales | Stade Michel d'Ornano, Caen Scheidsrechter: Pernilla Larsson (SWE) |
| 4 april 2012 20:50 | Thomis 9', 38', 50' Abily 80' |       |       | Stade Michel d'Ornano, Caen Scheidsrechter: Pernilla Larsson (SWE) |

|                    |                                        |       |                  |                                                                     |
| 5 april 2012 20:00 | Schotland                              | 2 – 1 | Ierland          | Tynecastle Stadium, Edinburgh Scheidsrechter: Katalin Kulcsár (HUN) |
| 5 april 2012 20:00 | Little 61' (pen.) Jones 85' Murray 86' |       | 4' D. O'Sullivan | Tynecastle Stadium, Edinburgh Scheidsrechter: Katalin Kulcsár (HUN) |

|                    |                                                                       |       |        |                                                                      |
| 16 juni 2012 15:00 | Schotland                                                             | 8 – 0 | Israël | Tynecastle Stadium, Edinburgh Scheidsrechter: Pernilla Larsson (SWE) |
| 16 juni 2012 15:00 | Lauder 2' Little 6', 25', 45' Sneddon 9' Love 15' Ross 28' Corsie 83' |       |        | Tynecastle Stadium, Edinburgh Scheidsrechter: Pernilla Larsson (SWE) |

|                    |         |            |       |                                                            |
| 16 juni 2012 18:00 | Ierland | 0 – 1      | Wales | Turners Cross, Cork Scheidsrechter: Sofia Karagiorgi (CYP) |
| 16 juni 2012 18:00 |         | 71' Lander |       | Turners Cross, Cork Scheidsrechter: Sofia Karagiorgi (CYP) |

|                    |                                                    |       |        |                                                                        |
| 20 juni 2012 19:00 | Wales                                              | 5 – 0 | Israël | Racecourse Ground, Wrexham Scheidsrechter: Karolina Radzik-Johan (POL) |
| 20 juni 2012 19:00 | Harding 3', 28', 36' Wiltshire 50' Keryakoplis 72' |       |        | Racecourse Ground, Wrexham Scheidsrechter: Karolina Radzik-Johan (POL) |

|                    |         |            |           |                                                         |
| 21 juni 2012 20:30 | Ierland | 0 – 1      | Schotland | Turners Cross, Cork Scheidsrechter: Teodora Albon (ROU) |
| 21 juni 2012 20:30 |         | 25' Corsie |           | Turners Cross, Cork Scheidsrechter: Teodora Albon (ROU) |

|                         |                                        |       |         | |
| 15 september 2012 20:50 | Frankrijk                              | 4 – 0 | Ierland | Stade du Roudourou, Guingamp Toeschouwers: 10.284 Scheidsrechter: Mihaela Gurdon Basimamović (CRO) |
| 15 september 2012 20:50 | Thomis 8' Le Sommer 13', 43' Morel 86' |       |         | Stade du Roudourou, Guingamp Toeschouwers: 10.284 Scheidsrechter: Mihaela Gurdon Basimamović (CRO) |

|                         |            |       |                     |                                                                                   |
| 15 september 2012 19:00 | Wales      | 1 – 2 | Schotland           | Parc y Scarlets, Llanelli Toeschouwers: 560 Scheidsrechter: Jenny Palmqvist (SWE) |
| 15 september 2012 19:00 | Lander 38' |       | 45' Love 68' Little | Parc y Scarlets, Llanelli Toeschouwers: 560 Scheidsrechter: Jenny Palmqvist (SWE) |

|                         |           |                                             |           |                                                                                           |
| 19 september 2012 18:00 | Schotland | 0 – 5                                       | Frankrijk | Tynecastle Stadium, Edinburgh Toeschouwers: 560 Scheidsrechter: Silvia Tea Spinelli (ITA) |
| 19 september 2012 18:00 |           | 17', 72' Delie 34', 66' Le Sommer 64' Nécib |           | Tynecastle Stadium, Edinburgh Toeschouwers: 560 Scheidsrechter: Silvia Tea Spinelli (ITA) |

|                         |        |                               |         |                                                                                           |
| 19 september 2012 15:00 | Israël | 0 – 2                         | Ierland | Ramat Ganstadion, Ramat Gan Toeschouwers: 132 Scheidsrechter: Paloma Quintero Siles (ESP) |
| 19 september 2012 15:00 |        | 65' F. O'Sullivan 67' Russell |         | Ramat Ganstadion, Ramat Gan Toeschouwers: 132 Scheidsrechter: Paloma Quintero Siles (ESP) |

Groep 1 · Groep 2 · Groep 3 · Groep 4 · Groep 5 · Groep 6 · Groep 7